# CCR9
CCR9 (C-C-рецептор хемокина 9, англ. C-C chemokine receptor type 9; CDw199) — рецептор β-хемокинов млекопитающих класса интегральных мембранных белков. CCR9 является рецептором для хемокина CCL25. Продукт гена CCR9.

## Функции
Белок CCR9 входит в семейство рецепторов, сопряжённых с G-белком. CCR9 специфичен для вилочковой железы и участвует в рекрутировании тимоцитов в кишечник, повышает выживаемость клеток против апоптоза. Альтернативный ко-рецептор с CD4 для вируса HIV-1.

## Ген
Ген CCR9 расположен в генном кластере хемокиновых рецепторов на 3-й хромосоме.

## Тканевая специфичность
Высокий уровень экспрессии в вилочковой железе, более низкий — в лимфатических узлах и селезёнке.